# Grigori Kózintsev
Grigori Mijáilovich Kózintsev (en ruso: Григорий Михайлович Козинцев; Kiev, 22 de marzo de 1905-Leningrado, ahora San Petersburgo, 11 de mayo de 1973) fue un director de cine soviético, de origen judío ucraniano.

## Trayectoria
Era hijo de un médico judío ucraniano, Moiséi Isaákovich Kózintsev (1859-1930) y su mujer Anna Grigórievna Lurie, miembro de una saga familiar de rabinos de Kiev.
Grigori Kózintsev, desde los catorce años, fue aprendiz decorador. Pronto participó en espectáculos teatrales de “agitación y propaganda”, donde conoció a Serguéi Yutkévich.
En 1919, el escritor judío-ruso Iliá Erenburg, se casó con su prima Lyubov Kózintseva, hermana de Grigori Kózintsev. Por tanto, Erenburg y Kózintsev eran cuñados y primos.
Desde la capital ucraniana, marchó en 1920 a Petrogrado, donde estudió en la Academia Imperial de las Artes, concretamente hizo cursos de pintura. Allí conocerá a Leonid Trauberg con quien colaborará estrechamente. Ambos se verán influidos, de un lado, por las teorías teatrales del gran Meyerhold y del otro, por la acción poética de Vladímir Mayakovski.
En 1921, Kózintsev creó con Serguéi Yutkévich, Leonid Trauberg y Gueorgui Kryzhitski la FEKS ("Fábrica del actor excéntrico"), en la que participó Serguéi Guerásimov, como actor, y también en parte Serguéi Eisenstein. Pusieron en marcha ideas dadaístas y futuristas, y se unían a experiencias teatrales de vanguardia, que usaban recursos del circo y del music-hall.
Comenzó a hacer películas en 1921; muchas de ellas fueron codirigidas con Leonid Trauberg, y tienen cierto eco de Charles Chaplin. Así Las aventuras de Oktyabrina, de 1924, que es reflejo del nuevo impulso de la FEKS.
Sus películas mudas incluyen además Shinel (El capote), película muda de 1926 basada en la obra homónima de Nikolái Gógol con guion de Yuri Tiniánov, y La Nueva Babilonia (1929); tienen el tono del expresionismo.
En los inicios del cine sonoro (en Sola (Odná) 1931 con música de Dmitri Shostakóvich) se preocupó mucho por las técnicas experimentales de montaje de sonido. Hizo una famosa trilogía, con Leonid Trauberg, entre 1935 y 1939: La juventud de Maksim (con música de Dmitri Shostakóvich), La vuelta de Maksim y El barrio Výborgskaya (Výborgskaya storoná), con las experiencias del héroe positivo Maksim a lo largo de la historia reciente. Finaliza con el ataque alemán de 1939.
Desde 1945, prosiguió su obra, con Trauberg hasta 1951, y fue autor de versiones muy cuidadas de obras literarias. Kózinstev rodó en el áspero paisaje de Crimea a Miguel de Cervantes, logrando un film clásico Don Quijote de la Mancha, 1957; la hizo en sovcolor con Nikolái Cherkásov de protagonista, y el resultado es a la vez esquemático y excelente. Estuvo ayudado en la dirección artística por el pintor Alberto Sánchez. El orden de las aventuras de Quijano está completamente alterado en el relato con respecto al original.
Kózintsev obtuvo su mayor reconocimiento al final de su carrera por las adaptaciones que realizó de William Shakespeare (Hamlet, la más resaltada, y El Rey Lear (1971). Fueron codirigidas por su fiel amigo Iósif Shapiro (1907-1989), también de origen judío como Kózintsev, y por el profesor de ambos, Mijaíl Romm, que a su vez fue discípulo de otro gran cineasta y maestro ruso-judío, Serguéi Eisenstein. La música era, de nuevo, de Dmitri Shostakóvich en ambos casos.

## Un Shakespeare ruso
El Hamlet de Kózintsev es una obra especialmente destacada en su filmografía madura. Pero escenificar ese texto crucial no era una idea nueva para él. Ya en 1923 concibió un Hamlet como una pantomima, y escribió además un libro sobre Shakespeare. Pero sobre todo, en 1954, dirigió esa pieza en Leningrado, que era la primera producción de la tragedia en la era posestalinista (la presencia de Shakespeare en los escenarios de Polonia y Rusia fueron un índice de liberación; el protagonista se rebelaba contra un tirano y una situación injusta). Por otro lado, dirigió un Rey Lear en Leningrado en 1941, que hay que ligarlo a su film Rey Lear de 1971.
El notable libro de Kózintsev —Shakespeare: tiempo y conciencia—, contiene un capítulo central sobre el desdichado príncipe de Dinamarca. Fue traducido en Londres en 1967. Luego, Kózintsev haría una edición aumentada con sus notas sobre las experiencias teatrales del Hamlet de 1954 y sobre su producción de 1964.
En efecto, rodó el filme en 1964 en los estudios Lenfilm, con motivo del 400 aniversario del nacimiento de Shakespeare. Era una larga (140 minutos) y rica superproducción en la que se pusieron todos los recursos económicos y artísticos posibles. A la música de Dmitri Shostakóvich se sumó la versión del texto inglés, realizada por Borís Pasternak. El actor principal, que es clave por su solidez, fue Innokenti Smoktunovski, que fue premiado ese año como el mejor actor de su país. Se considera que Kózinstev logró hacer, con excelente recursos, una de las más notables versiones cinematográficas de la pieza (le fue concedido el Premio Especial del Jurado en el Festival de Venecia de 1964, y obtuvo además el León de Oro).
La acción se desarrollaba en un enorme castillo de Elsinor, y el filme se caracterizaba por un movimiento continuo que permitía la exploración incesante de los recintos y recovecos de ese edificio, tan intimidatorio; éste nunca se lo veía en conjunto; como dijo Kózinstev, la imagen de Elsinor "sólo debe aparecer en la unidad de las sensaciones que produce en sus más variados aspectos, y su apariencia externa surge a través del montaje de las secuencias filmadas en una multiplicidad de lugares". El tránsito sin fin de los personajes hacía que las puertas tuviesen un papel decisivo.
Pero asimismo estaba muy presente el enorme portón de Elsinor, cuya apertura y cierre pautaban el relato. Pues, por contraste manifiesto, la acción se abría de cuando en cuando al mundo exterior, a la naturaleza, y concretamente aparecía a menudo la costa danesa como lugar abierto, e incluso el filme se iniciaba y cerraba con un mar agitado (que es surcado por Hamlet en su exilio obligado).
El trasfondo de la naturaleza era clave para él, y formaba parte de su estilización que hacía proyectar todos los eventos de la cerrada era Tudor y el formalismo inglés en elementos esenciales, que sobrepasan la historia concreta y la proyectan al futuro, el agua, la tierra y el hierro y el fuego, que es también la imagen final.
La aparición del fantasma paterno era tenebrosa y estaba fundida con un paisaje negro, como su vestimenta. Hamlet, en los soliloquios no habla (ni siquiera en el que inicia con "To be or not to be"): solo se oye su recitado interior ante un primer plano de su cara muda y torturada pero casi sin gestos. Todo es claro y sólido. El grandioso castillo que sirvió de decoración fue diseñado por Evgueni Enéi; se construyó según las necesidades del rodaje en la costa rocosa del Báltico, a 28 km de Tallin, en Estonia.
La película fue alabada por Laurence Olivier, a su vez adaptador del texto y protagonista, en 1946, de un buen Hamlet filmado por él, que era una interiorizacón de la tragedia. Por contraste, Kózinstev dio una visión política (el poder injusto) además de otra personal, en sordina, de esa cumbre dramática.
Otros grandes hombres de teatro como Jan Kott o Peter Brook escribieron a favor de esa película. Brook, shakespeareano de origen ruso-judío, se detuvo en señalar en 1966 que no le ofendía su presunto academicismo del que se habló; a su juicio, tenía precisamente una estructura sólida porque estaba de acuerdo con el sentido dual que veía Kózinstev en el drama.
El polaco Jan Kott ya había escrito antes, en 1954, sobre una célebre representación en Cracovia que Hamlet estaba loco "por cuanto la política, al eliminar todos los sentimientos no es más que una gran locura".

## Filmografía
Nota: los filmes anteriores a 1947 fueron codirigidos con Leonid Trauberg
| Año  | Título original      | Título castellano           | Notas                           |
| 1924 | Похождения Октябрины | Las aventuras de Oktyabrina | director; guionista desconocido |
| 1925 | Мишки против Юденича | Mishki contra Yudénich      | director; guionista desconocido |
| 1926 | Чёртово колесо       | La rueda del diablo         | director                        |
| 1926 | Шинель               | El capote (1926)            | director                        |
| 1927 | С.В.Д.               | El Club del gran muerto     | director                        |
| 1927 | Братишка             | El hermano pequeño (1927)   | director; guionista desconocido |
| 1929 | Новый Вавилон        | La nueva Babilonia          | director; guionista             |
| 1931 | Одна                 | Sola                        | director; guionista             |
| 1934 | Юность Максима       | La juventud de Maxim        | director; guionista             |
| 1937 | Возвращение Максима  | El regreso de Maxim         | director; guionista             |
| 1938 | Выборгская сторона   | El barrio Výborgskaya       | director; guionista             |
| 1943 | Юный Фриц            | El joven Fritz              | director                        |
| 1946 | Простые люди         | Gente sencilla              | director; guionista             |
| 1947 | Пирогов              | Pirogov                     | director                        |
| 1953 | Белинский            | Belinsky                    | director; guionista             |
| 1957 | Дон Кихот            | Don Quijote                 | director                        |
| 1964 | Гамлет               | Hamlet                      | director; guionista             |
| 1971 | Король Лир           | El rey Lear                 | director; guionista             |